# 목감동
목감동(牧甘洞)은 대한민국 경기도 시흥시의 행정동이자 법정동이다.

## 개요
목감동은 시흥시의 동쪽에 위치하여 북쪽으로는 광명시 학온동, 동북쪽으로는 안양시 만안구 박달동, 남서쪽으로는 안산시 상록구 안산동과 접하고 있는 교통의 요충지로서 서해안고속도로, 국도 제42호선 수인산업도로, 금이-화정간 도로, KTX가 통과하는 시흥시의 관문 역할을 담당하고 있으며 총 면적은 17.58km2로 임야가 9.97km2로 56.7%를 차지하고 있으며, 전(田)이 2.3km2, 답(畓)이 2.2km2, 대지가 0.45km2 등으로 구성되어 있으며, 전체 면적의 88.39%인 15.54km2가 개발제한구역으로 편입되어 있다.

## 법정동
- 목감동
- 논곡동
- 물왕동
- 조남동
- 산현동

## 교육
- 목감초등학교
- 논곡중학교
- 조남초등학교
- 조남중학교
- 운흥초등학교
- 산현초등학교
- 목감고등학교

## 아파트
| 단지명                      | 건설사   | 시행사         | 주소                      | 입주        | 비고 |
| --------------------------- | -------- | -------------- | ------------------------- | ----------- | ---- |
| 목감 호반베르디움 더 프라임 | 호반건설 | ㈜스카이하우징 | 배미골길 23 (목감동)      | 2017년 2월  |      |
| 목감 호반써밋 더 레이크     | 호반건설 | ㈜스카이하우징 | 목감남서로 38 (조남동)    | 2017년 7월  |      |
| 목감역 호반써밋             | 호반건설 | 티에스건설㈜   | 수풀안길 19-30 (조남동)   | 2018년 2월  |      |
| 목감 호반베르디움 더숲      | 호반건설 | ㈜스카이리빙   | 목감둘레로 80 (산현동)    | 2019년 4월  |      |
| 목감 한신더휴 센트럴파크    | 한신공영 | 한신공영       | 목감남서로 35 (조남동)    | 2017년 2월  |      |
| 목감 신안인스빌 엘센트로    | ㈜신안   | ㈜신안         | 목감중앙로 36 (조남동)    | 2017년 12월 |      |
| 목감 중흥S클래스 레이크힐스 | 중흥건설 | 청원산업개발㈜ | 목감남서로 92-15 (산현동) | 2018년 10월 |      |
| 목감 레이크 푸르지오        | 대우건설 | ㈜피데스개발   | 목감남서로 92-30 (산현동) | 2018년 1월  |      |

## 문화재
- 물왕동 선정비군
- 물왕저수지
- 월미풍물놀이
- 따오기 동요비
- 시흥 조남리 지석묘 - 경기도 기념물 제103호